# 浙江省富陽中學
浙江省富阳中学，是中國浙江省富陽市的一所完全中學。富阳中学成立於1942年9月。1981年被列入浙江省重点中学。1996年1月经浙江省教育委員會督导组评估，被认定批准為浙江省一级重点中学。现有232名专任教师，其中正高级教师1名，特级教师4名，高级教师146名。

## 荣誉
- 浙江省文明单位
- 全国中小学现代教育技术实验基地
- 全国校园环境文化艺术建设先进单位

## 外部連結
- 官方网站 （简体中文）

30°03′02″N 119°57′46″E / 30.0506°N 119.96288°E